# 克里瓦亚卢卡市镇
克里瓦亚卢卡市镇（俄语：Криволукское муниципальное образование）是俄罗斯联邦伊尔库茨克州基廉斯克区所属的一个市镇。其下辖有2个居民点，行政中心为克里瓦亚卢卡。据2016年统计，该市镇的人口为338人。